# 六軒站 (三重縣)

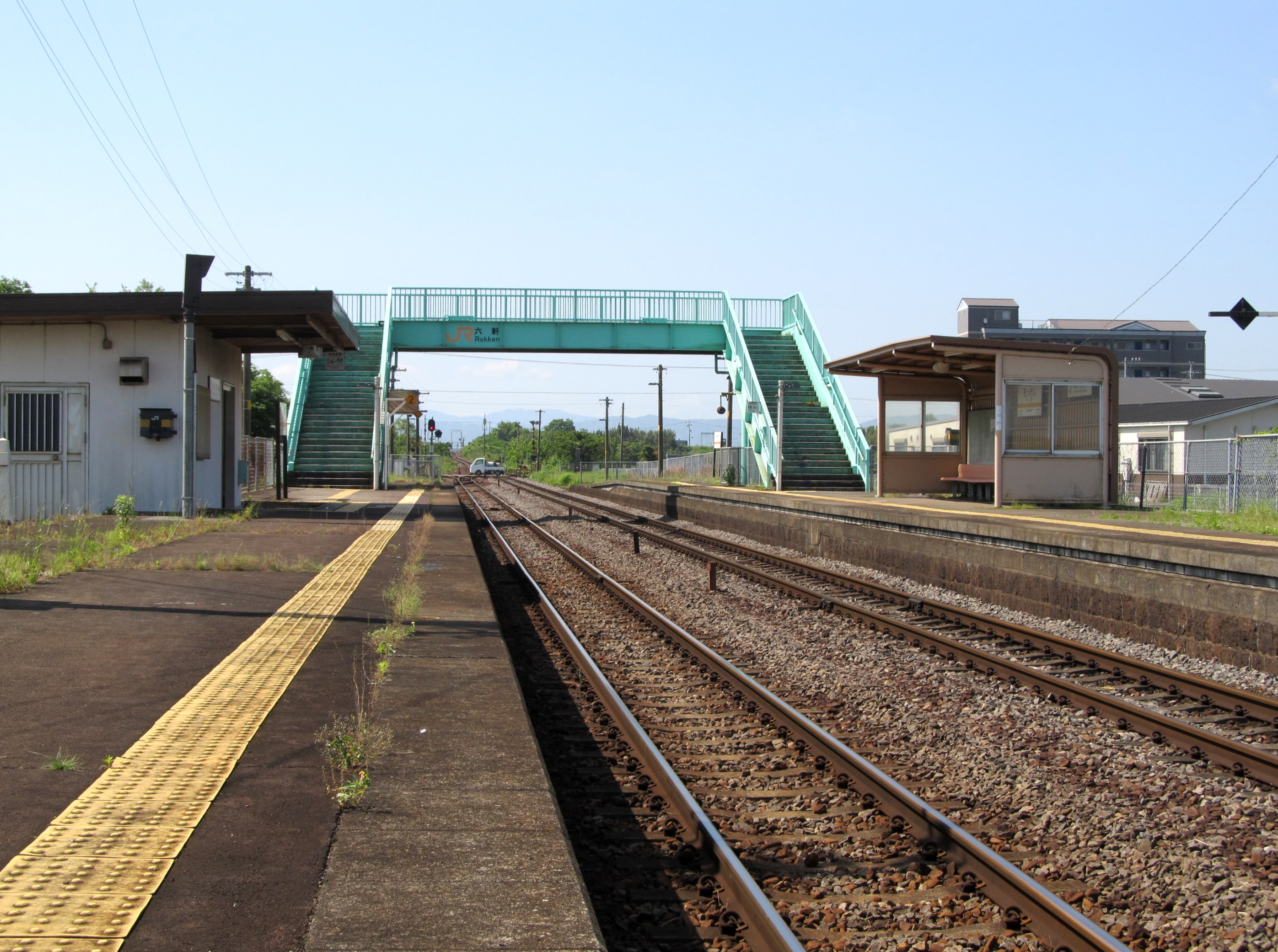
月台(2024年5月)

六軒站（日语：／ Rokken eki */?）是位於三重縣松阪市小津町，東海旅客鐵道（JR東海）的紀勢本線車站。
此站通常只有普通列車停車，但是曾經有特急「（廣寬視野）南紀」臨時停此站。

## 歷史
- 1893年（明治26年）12月31日：參宮鐵道津至相可（現時：多氣）至宮川之間開業，但此站正在建設中，未啟用[3]。
- 1894年（明治27年）1月10日：六軒站啟用[4]。為一般車站。
- 1907年（明治40年）10月1日：根據鐵道國有法（日语：鉄道国有法），把參宮鐵道國有化。成為官設鐵道的車站[1]。
- 1909年（明治42年）10月12日：制定路線名稱。成為參宮線車站[1]。
- 1956年（昭和31年）10月15日：在車站內，一名駕駛列車的司機忽視了信號燈，發生了列車相撞事故（日语：列車衝突事故），使42名人死亡（六軒事故）[1]。
- 1959年（昭和34年）7月15日：由於紀勢本線全線開通。因此改變路線名稱，包括此站在內參宮線龜山至多氣之間成為紀勢本線[1]。
- 1962年（昭和37年）2月1日：不再提供貨物裝卸服務。
- 1974年（昭和49年）4月1日：不再提供行李裝卸服務。
- 1983年（昭和58年）12月21日：成為無人車站[5]。
- 1987年（昭和62年）4月1日：伴隨國鐵分割民營化，車站由東海旅客鐵道（JR東海）營運[1]。

## 車站構造
車站設有2面2線的相對式月台，為地上車站。車站沒有車站大堂，但在車站東邊（1號月台，下行線）設有候車室。1號和2號月台（上行線）設有跨線橋連接。
車站由松阪站管理的無人車站。

### 月台
| 月台 | 路線      | 上下行 | 方向             |
| ---- | --------- | ------ | ---------------- |
| 1    | ■紀勢本線 | 下行   | 松阪、伊勢市方向 |
| 2    | ■紀勢本線 | 上行   | 龜山、名古屋方向 |

## 使用狀況
根據「三重縣統計書」，以下列出近年1日平均乘車人次。
| 年度   | 一日平均 乘車人次 |
| ------ | ----------------- |
| 1998年 | 73                |
| 1999年 | 72                |
| 2000年 | 77                |
| 2001年 | 85                |
| 2002年 | 82                |
| 2003年 | 85                |
| 2004年 | 74                |
| 2005年 | 81                |
| 2006年 | 86                |
| 2007年 | 86                |
| 2008年 | 88                |
| 2009年 | 85                |
| 2010年 | 84                |
| 2011年 | 93                |
| 2012年 | 103               |
| 2013年 | 114               |
| 2014年 | 99                |
| 2015年 | 94                |
| 2016年 | 101               |
| 2017年 | 99                |

## 車站周邊
關於車站名稱是由來，是由於在車站附近設有三渡川，在對面岸為設有一個名為六軒的地名。
- 百五銀行（日语：百五銀行） 六軒分店
- 六軒郵局
- 松阪市立三雲中學
- 三重縣地方批發市場（三重縣中央批發市場）
- 近鐵山田線伊勢中原站

## 相鄰車站
東海旅客鐵道（JR東海）
紀勢本線
■快速「三重」
通過
■普通
高茶屋－六軒－松阪

## 注腳